# Alicia Appleman-Jurman
Alicia Appleman-Jurman (Rosuna, 9 de mayo de 1930-San José, 8 de abril de 2017) fue una escritora polaca superviviente del 
Holocausto.
Desde los cinco años vivió en Búchach, con sus cuatro hermanos (Moshe, Bunio, Herzl and Zachary) y sus padres, Sigmund y Frieda Jurman; todos fallecidos durante el Holocausto. Alicia se escapó saltando de un tren en marcha cuando los llevaban a un campo de exterminio.
Tras la guerra, se unió al grupo Berihah, ayudando a escapar a personas desde Polonia a Austria y de allí al Mandato Británico de Palestina. En 1947 tomó el barco Theodor Herzl hacia Chipre y luego hacia el mandato.
En 1948 conoció al voluntario estadounidense Gabriel Appleman, con quien se casó y fue a vivir a Estados Unidos.

## Obra
- Alicia: My Story, 1988, autobiografía
- Six Cherry Blossoms and other stories, 2012
- Alicia: My Story Continues: a Journey in Historical Photographs, 2013